# Girlguiding
Girlguiding – skrócona nazwa The Guide Association zwana wcześniej The Girl Guides Association. Jest to brytyjska organizacja skautowa, będąca jednocześnie największą organizacją młodzieżową w Wielkiej Brytanii.
W ramach Girlguiding członkowie biorą udział w aktywnościach takich jak wspinaczka, kajakarstwo, żeglarstwo czy bieg na orientację. Urządzane są także obozy oraz międzynarodowe spotkania w tym festiwale dla dziewcząt. W lokalnych grupach zwanych 'units' dziewczyny zbierają odznaki i sprawności z różnych dziedzin, zwłaszcza nauki, pierwszej pomocy, obozowania oraz działalności społecznej.
Każdego roku organizacja publikuje Girls' Attitudes Survey, która jest ankietą badającą opinie dziewcząt i młodych kobiet na takie tematy jak: obraz ciała, aspiracje zawodowe czy zdrowie psychiczne. Girlguiding organizuje także kampanię the No More Page 3, naciska na rząd aby prowadził skuteczniejszą walkę z molestowaniem seksualnym w szkołach, promuje udział kobiet w polityce oraz walczy z seksizmem w mediach.
Organizacja została założona 1910 roku, kiedy Robert Baden-Powell, założyciel The Scout Association, założył oddzielną organizację dla dziewcząt. 1928 The Guide Association została jednym z członków założycieli WAGGGS.
Na rok 2018 Girlguiding liczy 490 022 członków, na rok 2022 adres siedziby to Londyn, Buckingham Palace Road 17-19.

## Podział wiekowy
Członkinie są podzielone na kategorie wiekowe:
- Rainbows od 4 do 7 roku życia
- Brownies od 7 do 10 roku życia
- Guides do 10 do 14 roku życia
- Rangers od 14 do 18 roku życia

Wyróżniona jest także kategoria Young Leaders, którą stanową Rangers pracujący z młodszymi członkiniami. Rangers i Young Leaders były dawniej jedną kategorią: Senior Section.

## Uniform
Uniform girlguiding na przestrzeni lat ewoluował z pierwowzoru autorstwa Baden-Powella i jego siostry, który zawierał długie suknie, chusty (tak jak inni skauci) i szerokie kapelusze.

## Historia
Po założeniu Boy Scouts w 1907, wiele dziewczyn chciało dołączyć do ruchu. W 1909 grupa dziewcząt powiedziała Baden-Powellowi, że 'chciałyby robić to samo co chłopcy'. Guiding została utworzona jako odpowiedź na tę prośbę.
W 1910 Robert Baden-Powell utworzył the Girl Guides i poprosił swoją siostrę o zajęcie się organizacją. Kilka lat później, w 1918, nowa żona Baden-Powella, Olave stanęła na czele the Girl Guides.
Od roku 2012 do 2018 stanowisko dyrektora w Girlsguiding zajmowała Julie Bentley.
Stojąc na czele organizacji, przeprowadziła proces całkowitej zmiany zasad jej funkcjonowania.
Opracowała pierwszy pięcioletni plan działania i doprowadziła do zmiany ich Przyrzeczenia, tak aby członkinie zobowiązywały się „rozwijać własne przekonania” zamiast „kochać swojego Boga”.
Organizacja wprowadziła również serię odznak, mających wspierać dziewczęta we współczesnym świecie, w tym jedną promującą „body confidence” i inną uczącą dziewczęta o dobrostanie psychicznym. Organizacja rozpoczęła również kampanię Girls Matter mającą na celu zwrócić uwagę władz na opinie dziewcząt.
„Wszystko, co robimy, pomaga dziewczętom i młodym kobietom stać się bardziej świadomymi, pewnymi siebie i daje im głos” – powiedziała o organizacji charytatywnej w wywiadzie dla Financial Times.
Julie Bentley opisała Girlguiding jako najpotężniejszą organizację feministyczną, w wywiadzie dla The Times powiedziała że: „W The Guides nie chodzi o gryzące brązowe mundury, szycie i pieczenie”.
W roku 2018 stanowisko dyrektora organizacji objęła Angela Salt.

## Przyrzeczenie
Dorośli członkowie Girlguiding wraz z przystąpieniem do organizacji składają przyrzeczenie, młodsi składają Przyrzeczenie wraz z przechodzeniem do kolejnych grup wiekowych. Aktualne przyrzeczenia dla poszczególnych grup to:

### Rainbows
Przyrzekam że będę dawała z siebie wszystko,
będę rozwijała swoje przekonania,
będę życzliwa i pomocna.
Ang:
I promise that I will do my best,
to think about my beliefs,
and to be kind and helpful.

### Brownies, Guides, Senior Section, Leaders
Przyrzekam dawać z siebie wszystkio,
Być szczera przed samą sobą oraz rozwijać swoje przekonania,
Służyć Królowej i mojej społeczności,
Pomagać innym ludziom i
Zachowywać prawo (Brownie) Guide.
Ang:
I promise that I will do my best;
To be true to myself and develop my beliefs,
To serve the Queen and my community,
To help other people and
To keep the (Brownie) Guide Law.

### Historia przyrzeczenia
W 1994 w przyrzeczeniu zmieniono podpunkt „Służyć Bogu” („To do my duty to God”) na „kochać mojego Boga” („To love my God”), miało to na celu uwzględnienie innowierców którzy pod słowem „Bóg” mogli rozumieć swojego boga (np. Allaha).
Niektórzy, szczególnie ateiści, czuli że nie mogą złożyć przyrzeczenia które wspomina o jakimkolwiek bogu. Ściągnęło to na organizację krytykę ze strony National Secular Society.
W 2013 pod przywództwem Julie Bentley Girlguiding przeprowadziło rewizję przyrzeczenia w formie kwestionariusza.
Zebrano opinie 44 tys. respondentów na temat każdej linii przyrzeczenia, proponując zmiany.
1 września 2013 roku słowa „Kochać mojego Boga" („To love my God”) zostały zmienione na „Być szczera przed samą sobą oraz rozwijać swoje przekonania”, a „Służyć Królowej i mojemu kraju" („To serve the Queen and my country”) na „Służyć Królowej i mojej społeczności” („To serve the Queen and my community”).
Zmiana została skrytykowana przez organizacje chrześcijańskie.

## Prawo Brownie Guide
Brownie Guide myśli o innych i zmienia się na lepsze każdego dnia.

## Prawo Guides, Rangers i Leaders
1. Guide jest szczera, można na niej polegać i jest godna zaufania.
2. Guide jest pomocna i mądrze korzysta ze swojego czasu i umiejętności.
3. Guide podejmuje wyzwania i wyciąga wnioski ze swoich doświadczeń.
4. Guide jest dobrą przyjaciółką i siostrą dla wszystkich Guides.
5. Guide jest uprzejma i godna zaufania
6. Guide szanuje wszystkie żywe istoty i dba o świat wokół niej[27].